# 阿波羅島
70°15′S 1°55′W / 70.250°S 1.917°W
阿波羅島（英語：Apollo Island），是南極洲的島嶼，位於毛德皇后地的瑪塔公主海岸，處於布洛斯基門島東北面33公里的芬布爾冰架西北部，現時由南極條約體系管理。